# 珍妮·隆戈
珍妮·隆戈（法語：Jeannie Longo，1958年10月31日—），法国女子自行车运动员，曾获得25次法国冠军和13次世界冠军。隆戈于1975年开始职业生涯，并一直活跃到2012年。她曾被公认为是有史以来最出色的女子自行车选手，但如今，由于她被揭发在整个职业生涯中使用兴奋剂，她的声誉蒙上了一层阴影。她以自己的竞争天性和运动生涯长而闻名，她在职业生涯后期的一些对手在她1984年第一次参加奥运会比赛时还没有出生。她于2008年成功入选北京奥运法国代表团，这是她第七次参加奥运会。她表示这将是她最后一次参加奥运会。在女子公路比赛中，她获得第24名，成绩落后冠军妮科尔·库克33秒。在隆戈第一次参加奥运会时，库克才一岁。之后，她在公路计时赛中获得第四名，和铜牌仅两秒之差。她在职业生涯中总共获得四枚奖牌，在目前位置所有获得过夏季或冬季奥运会奖牌的法国女选手中排名第二，比击剑选手劳拉·弗莱塞尔-科洛维奇仅少一枚。

## 生平

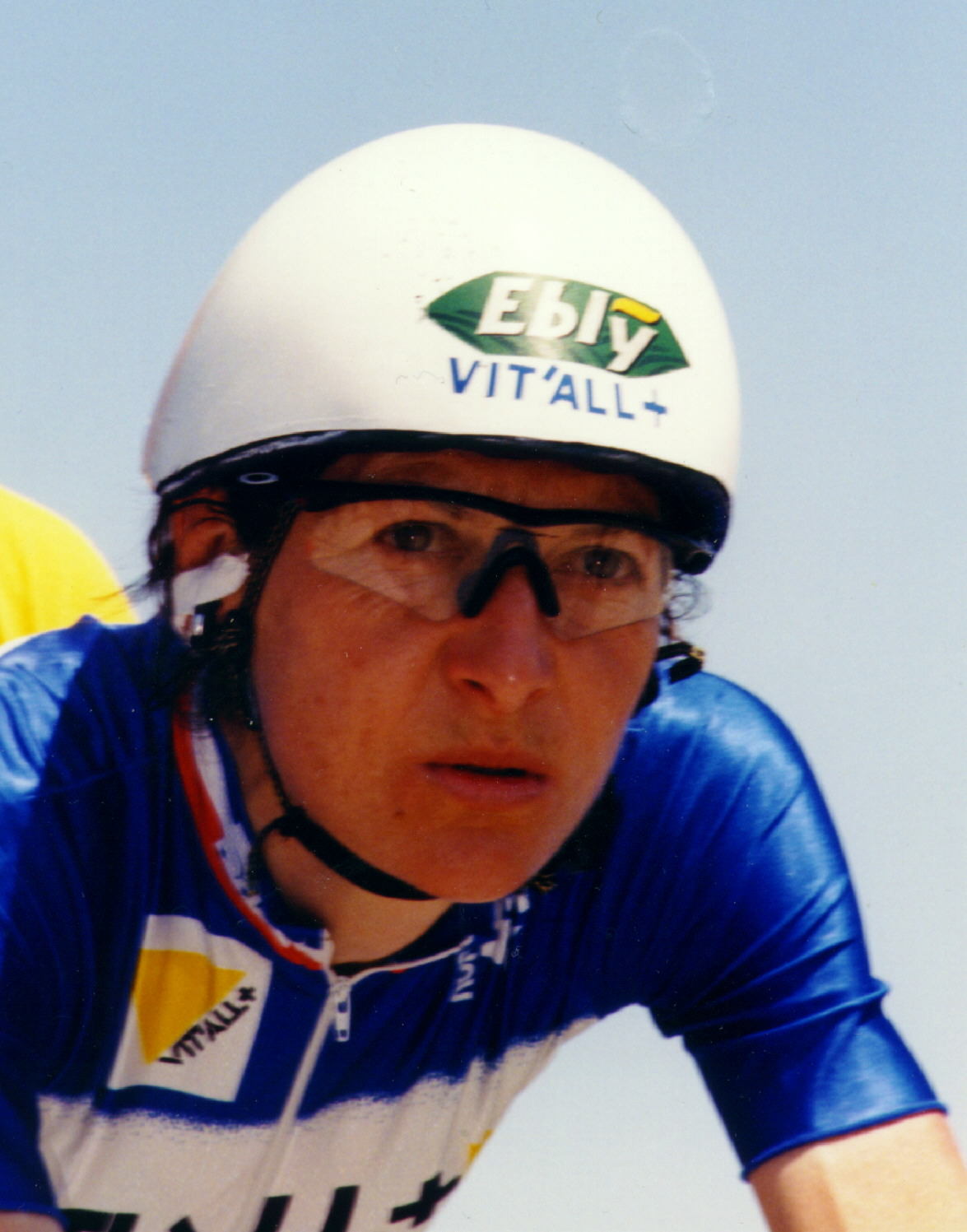
在2001年女子挑战赛的计时赛段，隆戈准备发车。

隆戈出生于法国阿尔卑斯山上萨瓦省的阿讷西，在那里她开始了速降滑雪的运动生涯。在赢得法国学校的滑雪冠军和三项大学滑雪冠军之后，她在教练（后来的丈夫）帕特里斯·奇普拉里（Patrice Ciprelli）的促使下改骑自行车。几个月后，隆戈首次赢得了法国公路比赛冠军，当时她21岁。她参加公路和场地自行车比赛，获得一枚奥运会金牌，和十三枚世界锦标赛金牌。

### 兴奋剂事件
1987年9月，在科罗拉多斯普林斯尝试冲击3公里世界纪录之后，隆戈的麻黄碱检测呈阳性，并因此被禁赛1个月。2011年9月，法国体育日报《队报》报道说，隆戈的丈夫帕特里斯·奇普拉里通过美国前职业自行车手约瑟夫·M·帕普从中国购买了体能增强药物EPO。奇普拉里声称他购买的EPO是供其自己使用的。这些指控促使法国自行车联合会（FFC）对隆戈进行了调查，并在2011年11月的一份声明中承认她是清白的。隆戈在这段时间也错过了三次兴奋剂测试。通常这与测试阳性一样会受到处罚，但法国反兴奋剂机构（AFLD）未能通知隆戈要在那一年进行测试，因此放过了她。

## 获奖情况

### 场地赛
1981
场地自行车世界锦标赛（个人追逐赛）季军
1982
场地自行车世界锦标赛（个人追逐赛）季军
1983
大学生运动会自行车比赛（个人追逐赛）亚军
场地自行车世界锦标赛（个人追逐赛）季军
1984
场地自行车世界锦标赛（个人追逐赛）亚军
1985
场地自行车世界锦标赛（个人追逐赛）亚军
1986
场地自行车世界锦标赛（个人追逐赛）冠军
1987
场地自行车世界锦标赛（个人追逐赛）亚军
1988
场地自行车世界锦标赛（个人追逐赛）冠军
1989
场地自行车世界锦标赛（计分赛）冠军
场地自行车世界锦标赛（个人追逐赛）冠军
1998
法国场地自行车全国锦标赛（个人追逐赛）冠军

### 山地赛
1993年
山地自行车世界锦标赛 亚军

### 公路赛
1979
法国公路自行车全国锦标赛冠军
1980
法国公路自行车全国锦标赛冠军
1981
法国公路自行车全国锦标赛冠军
公路自行车世界锦标赛 亚军
1982
法国公路自行车全国锦标赛冠军
1983
法国公路自行车全国锦标赛冠军
大学生运动会公路自行车比赛 季军
1984
法国公路自行车全国锦标赛冠军
1985
公路自行车世界锦标赛冠军
法国公路自行车全国锦标赛冠军
1986
公路自行车世界锦标赛冠军
法国公路自行车全国锦标赛冠军
1987
公路自行车世界锦标赛冠军
法国公路自行车全国锦标赛冠军
1988
法国公路自行车全国锦标赛冠军
1989
公路自行车世界锦标赛冠军
法国公路自行车全国锦标赛冠军
1992
奥运会公路自行车比赛 亚军
法国公路自行车全国锦标赛冠军
1993
公路自行车世界锦标赛 亚军
1995
公路自行车世界锦标赛冠军
法国公路自行车全国锦标赛冠军
女子环巴斯克自行车赛 总成绩冠军
1996
奥运会公路自行车比赛 冠军
1997
世界锦标赛女子计时赛冠军
国家大奖赛计时赛 冠军
女子金杯赛 总成绩冠军
2个赛段冠军
环孔克坎顿自行车赛（Tour du Canton de Conques）总成绩冠军
2个赛段冠军
环马略卡岛自行车赛 总成绩亚军
1个赛段冠军
Interreg-Dreilaender Damen Tour 总成绩季军
旺代三日赛（Trois Jours de Vendee）总成绩季军
UCI世界排名 第7名
1998
法国公路自行车全国锦标赛冠军
旺代三日赛 1个赛段冠军
埃文斯山爬坡赛 冠军（赛会纪录）
蒙特利尔女子自行车世界杯 亚军
法国公路CCT（French Road CCT）季军
女子金杯赛 总成绩季军
堪培拉自行车古典赛（Canberra Cycling Classic，环斯诺伊）总成绩季军
1个赛段冠军
环阿基坦自行车赛 总成绩季军
1个赛段冠军
女子挑战赛 总成绩第4名
世界锦标赛女子计时赛 第5名
公路自行车世界锦标赛 第9名
UCI世界排名 第10名
2000
华盛顿山公路自行车爬坡赛 冠军（赛会纪录）
奥运会计时赛 季军
2001
世界锦标赛女子计时赛冠军
公路自行车世界锦标赛 季军
国际女子自行车大赛 总成绩第9名
女子挑战赛 总成绩第5名
爬坡王
1个赛段冠军
蒙特利尔女子自行车世界杯 第6名
上加龙大奖赛（Grand prix de Haute-Garonne）第6名
2002
尚佩尼斯时光 季军
世界锦标赛女子计时赛 第7名
2003
世界锦标赛女子计时赛 第6名
公路自行车世界锦标赛 第6名
2004
奥运会公路赛 第10名
法国公路自行车全国锦标赛冠军
2005
尚佩尼斯时光 亚军
法国公路自行车全国锦标赛冠军
法国计时全国锦标赛冠军
2007
世界锦标赛女子计时赛 第7名
2008
法国公路自行车全国锦标赛冠军
法国计时全国锦标赛冠军
埃文斯山爬坡赛 冠军
奥运会计时赛 第4名
2009
登山者杯 女子冠军
法国计时全国锦标赛冠军
国家时光 冠军
菲奇堡朗舍古典赛 总成绩季军
2010
法国计时全国锦标赛冠军
国家时光 冠军
法国公路自行车全国锦标赛 季军
2011
派克峰爬坡赛 冠军
法国计时全国锦标赛冠军